# Pausania il Periegeta
Pausania, detto anche Pausania il Periegeta per distinguerlo da altri omonimi (in greco antico: Παυσανίας?, Pausanías; 110 circa – 180 circa), è stato uno scrittore e geografo greco antico, d'origine asiatica, vissuto nel II secolo d.C.

## Biografia
Le uniche notizie su Pausania ci derivano dai pochi accenni che si possono trovare nella sua opera, anche perché inizia ad essere citato solo a partire dal VI secolo d.C.
Circa la sua provenienza, è stata proposta l'identificazione di Pausania con un omonimo sofista di Magnesia, in Lidia (Habicht), ma senza prove inoppugnabili: corroborerebbe l'origine micrasiatica di Pausania la frequenza delle citazioni di luoghi, miti e fenomeni caratteristici di queste regioni. Si ipotizza, inoltre, che sia vissuto sotto gli Antonini, dal momento che cita ed esalta le opere urbanistiche in Grecia di Adriano (117-138), e il regno di Antonino Pio (138-161) e Marco Aurelio (161-180), quindi nel periodo dal 117 al 180. Pausania accenna al fatto di non aver visto Antinoo, amante di Adriano, dunque alludendo al fatto che avrebbe potuto.
Altro cenno per la datazione dell'autore è dato dall'invasione dei barbari Costoboci, databile attorno al 170, che distrussero il tempio di Demetra a Eleusi, perno centrale della restaurazione filellenica degli Antonini.
Stefano da Bisanzio lo identifica con un Pausania autore di fondazioni di città in Siria. La data di morte di Pausania viene posta intorno al 180, dal momento che l'autore non accenna all'ascesa al trono di Commodo, cosa difficilmente spiegabile se vi avesse assistito.

## Periegesi della Grecia

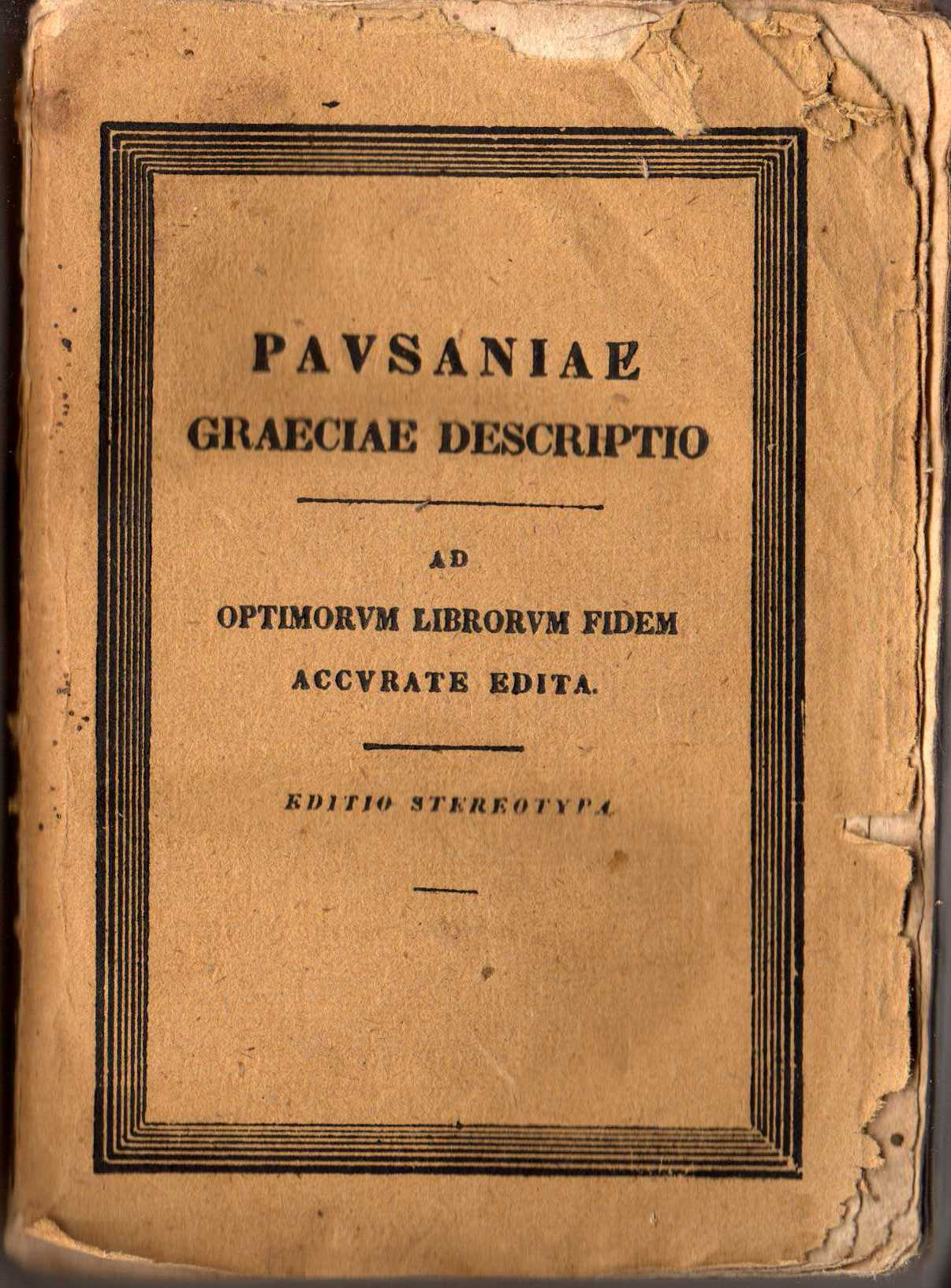
Illustrazione della Periegesi della Grecia di Pausania nell'edizione Tauchnitz dell'anno 1829

La sua opera, in dieci libri, si intitola Periegesi della Grecia (in greco antico Ἑλλάδος περιήγησις?, Helládos periḗghēsis).
Per periegesi si intende quel filone storiografico, soprattutto di epoca ellenistica, che, intorno ad un itinerario geografico, raccoglie notizie storiche su popoli, persone e località, verificate, per quanto possibile, dall'esperienza diretta.
Situandosi in questo filone, Pausania scelse di descrivere quanto di notevole, dal punto di vista artistico e socio-religioso, fosse rimasto in Grecia, certamente situandosi nel movimento di ellenofilia che contraddistinse l'età degli Antonini.
Ogni libro dell'opera, dunque, fatta eccezione per l'Eubea e la Tessaglia – probabilmente rientranti nel progetto originario dell'opera, forse rimasta incompiuta dato che mancano introduzione e conclusione – descrive una regione della Grecia antica, con excursus storici e geografici intesi a informare su fatti d'importanza secondaria o chiarire punti cardine, presupponendo la conoscenza delle opere storiche maggiori, quali la Guerra del Peloponneso di Tucidide e le Storie di Erodoto. In effetti, oltre alla conoscenza autoptica, Pausania cita spesso opere storiografiche e, in molti casi, lavori poetici anche di minore rilevanza o poemi arcaici, i quali spesso costituiscono fonte privilegiata di conoscenza.
L'autore, partendo dall'Attica (I libro), descrive Corinto e l'Argolide (II), per poi soffermarsi sul Peloponneso (Laconia e Messenia) (III-IV), sull'Elide, con un'ampia trattazione sulle Olimpiadi e sull'area del santuario di Zeus Olimpio (V-VI), l'Acaia; il VII libro contiene divagazioni sulla colonizzazione greca arcaica, mentre l'VIII libro descrive l'Arcadia. L'opera, forse incompiuta, come detto, si chiude con la descrizione della Beozia (IX) e della Focide, con particolare attenzione a Delfi (X).